# Per Mikael Utsi
Per Lars-Mikael (Mikael) Utsi, född 19 mars 1947 i Arjeplogs församling, Norrbottens län, är en svensk-samisk politiker.

## Biografi
Per Mikael Utsi är lärare och är också renskötare i Luokta-Mávas sameby. Han har varit aktiv i Sáminuorra, Samerådet och Svenska Samernas Riksförbund. Han är ledamot av Sametinget sedan 1997, sedan 2005 för sametingspartiet Guovssonásti i vilket han är ordförande. Han var ordförande i Renägarförbundet 2001-08.
Per Mikael Utsi var ordförande i Sametingets styrelse 1997-2001 och var från november 2011 - 2013 åter styrelseordförande . Han bor i Seidegava i Arjeplogs kommun.